# Fraunhofer-Institut für Nachrichtentechnik
Das Fraunhofer-Institut für Nachrichtentechnik, Heinrich-Hertz-Institut, HHI, auch in der Kurzbezeichnung Fraunhofer HHI genannt, ist eine Einrichtung der Fraunhofer-Gesellschaft zur Förderung der angewandten Forschung e. V. (FhG) und hat seinen Sitz in Berlin. Die Aktivitäten des Instituts sind der angewandten Forschung und Entwicklung in den Fächern Physik, Elektrotechnik und Informatik zuzuordnen.

## Kompetenzen
Das Institut ist weltweit führend in der Entwicklung von mobilen und festen Breitband-Kommunikationsnetzen und Multimedia-Systemen. Schwerpunkte der freien sowie der Auftragsforschung des Fraunhofer HHI sind photonische Komponenten und Systeme, faseroptische Sensorsystemen sowie Bildsignalverarbeitung und -übertragung. Daneben werden zukünftige Anwendungen für Breitband-Netze entwickelt – Forschungsschwerpunkte sind hier 3D-Displays, UHD-Panorama-Videoproduktion, Mensch-Maschine-Interaktion durch Gestensteuerung, optische Satellitenkommunikation sowie Datenübertragungstechnologien wie etwa Visible Light Communications.
Dabei arbeiten die Wissenschaftlerinnen und Wissenschaftler des Instituts mit nationalen und internationalen Partnern aus Forschung und Industrie zusammen. Forschende des Instituts waren und sind beispielsweise beteiligt an der Entwicklung der Videokompressionsstandards H.264 AVC und dem Nachfolger H.265 HEVC in der Moving Picture Experts Group (MPEG) sowie der Video Coding Experts Group (VCEG).
2020 haben die Videoexperten und -expertinnen am Fraunhofer HHI den aktuellen Videokompressionsstandard H.266/VVC finalisiert. Dieser ermöglicht bei UHD-Auflösung eine Datenreduzierung von 50 % gegenüber HEVC.
Die Arbeiten an den verschiedenen Videokompressionsstandards wurden mehrfach mit dem Technology and Engineering Emmy ausgezeichnet.

## Forschung

### Fachabteilungen
Die Forschungs- und Entwicklungsarbeit des Fraunhofer HHI findet in sieben Fachabteilungen statt.
Der Forschungsschwerpunkt der Abteilung Photonische Netze und Systeme sind leistungsfähige optische Übertragungssysteme für den Einsatz in In-house-, Zugangs-, Metro-, Weitverkehrs- und Satellitenkommunikationsnetzen. Im Fokus stehen die Erhöhung der Kapazität sowie die Verbesserung der Sicherheit und der Energieeffizienz.
Die Abteilung Photonische Komponenten entwickelt optoelektronische Halbleiterbauteile sowie integriert-optische Schaltkreise zur Datenübertragung. Außerdem im Fokus: Infrarotsensorik, Terahertz-Spektroskopie und Hochleistungs-Halbleiterlaser für industrielle und medizinische Anwendungen.
Die Erforschung neuartiger photonischer Sensoren für Mess- und Regelsysteme zur Gefahrenfrüherkennung, im Energie-Management, der Robotik und der Medizintechnik liegt im Fokus der Abteilung Faseroptische Sensorsysteme (Außenstelle Goslar). Die Sensoren zeichnen sich durch extreme Miniaturisierung, hohe Netzwerk- und Kommunikationsfähigkeit sowie hohe Energieeffizienz aus.
In der Abteilung Drahtlose Kommunikation und Netze bildet die funkgestützte Datenübertragung den Forschungsschwerpunkt. Dort werden Beiträge zur Theorie und technischen Machbarkeit von Funksystemen erarbeitet und Hardware-Prototypen entwickelt. Ergänzt wird dies durch wissenschaftliche Studien, Simulationen und Bewertungen auf Link- und Systemebene.
Die Abteilung Videokodierung und Maschinelles Lernen forscht an der effizienten Kodierung, dem Transport, der Verarbeitung und der Analyse von Videosignalen sowie dem Maschinellen Lernen.
Der Fokus der Abteilung Computer Vision und Visualisierung liegt auf 2D-/3D-Analyse- und Syntheseverfahren, dem Bereich Computer Vision sowie innovativen Kamera-, Sensor-, Display- und Projektionsaufbauten. Die Abteilung forscht für die gesamte Videoverarbeitungskette von der Erstellung der Inhalte bis hin zur Wiedergabe.
Kernthemen der Abteilung Künstliche Intelligenz sind die Erklärbarkeit von Künstlicher Intelligenz und die Standardisierung von KI-Anwendungen.

### Am Institut entwickelte Technologien
Die mehrfach international ausgezeichneten Videocodierstandards H.264/MPEG-AVC, H.265/MPEG-HEVC und H.266/MPEG-VVC wurden maßgeblich von Forschenden des Fraunhofer HHI mitentwickelt. Das Fraunhofer HHI forscht bereits seit mehreren Jahrzehnten an Videokompression und hat zum neuesten Videocodierstandard H.266/MPEG-VVC auch Encoder- und Decoder-Software entwickelt.
Bei der 3D Human Body Reconstruction (3D HBR) werden Menschen von 32 Kamerapaaren erfasst. Zusammengesetzt erlauben diese Aufnahmen eine exakte Rekonstruktion von Gestik, Mimik und Texturen, was eine naturgetreue Wiedergabe von Gesichtsausdrücken und Bewegungen von Haaren und Kleidung möglich macht. Durch diese Eigenschaften können die Modelle der 3D HBR eine realistischere Darstellung virtueller Charaktere erreichen als herkömmliche Methoden.
Forschende des Fraunhofer HHI haben LiFi-Module für Visible Light Communication (VLC) entwickelt, welche eine Alternative zu herkömmlichen WLAN-Verbindungen darstellen.  Die Datenübertragung erfolgt ebenfalls kabellos, jedoch nicht mit Funkwellen, sondern über moduliertes Licht z. B. aus der LED-Beleuchtung, wobei die bereits vorhandene LED-Beleuchtungsinfrastruktur leicht modifiziert wiederverwendet werden kann.
Die OmniCam-360 ist ein weltweit einzigartiges Mehrkamerasystem, das Videoaufnahmen in einem 360-Grad-Panoramaformat ermöglicht. Je nach OmniCam-Version sind 10, 20 oder 24 Mikro-HD-Kameras vertikal und kreisförmig angeordnet und ergänzen sich mit zylindrisch positionierten Spiegelsegmenten.

## Infrastruktur
2021 betrug der Gesamthaushalt des Instituts 71,3 Millionen Euro. Die Drittmittelquote lag bei 71,8 Prozent. 33,5 Prozent des Haushalts kamen aus Wirtschaftserträgen, 26 Prozent aus der Vertragsforschung für Bund und Länder sowie 12,2 Prozent aus Mitteln der Europäischen Union. 2021 arbeiteten rund 386 Mitarbeitende und 281 Studierende am Institut.

## Geschichte

### Gründung
Die Gründungsphase des Heinrich-Hertz-Instituts begann am 1. August 1927 mit der Absichtserklärung der Studiengesellschaft für Schwingungsforschung, ein Institut für die Erforschung elektrischer und akustischer Schwingungen an der Technischen Hochschule Berlin zu gründen. Mitglieder dieser Gesellschaft waren die Deutsche Reichspost, das Preußische Ministerium für Wissenschaft, Kunst und Volksbildung, die Reichs-Rundfunk-Gesellschaft, die Technische Hochschule zu Berlin, Großfirmen der Elektroindustrie sowie der Verband Deutscher Elektrotechniker.
Am 23. Februar 1928 wurde das Heinrich-Hertz-Institut für Schwingungsforschung gegründet. Die Eröffnung erfolgte 1930 in Berlin-Charlottenburg, Franklinstraße 1, mit den 4 Abteilungen Hochfrequenztechnik, Fernsprechtechnik und Telegraphentechnik, und Akustik und Mechanik. Forschungspunkte waren unter anderem Rundfunk- und Fernsehtechnik, Raumakustik und elektronische Musik. 1936 erfolgte die Umorganisation des Instituts im Rahmen der nationalsozialistischen „Säuberung“ im Sinne des Dritten Reiches. Im Zuge dessen wurde der Name Heinrich Hertz aus der Institutsbezeichnung getilgt.

### Nachkriegszeit
Nach der völligen Zerstörung des Institutsgebäudes 1945 erfolgte im gleichen Jahr die Neugründung des Heinrich-Hertz-Instituts für Schwingungsforschung, mit der alten Abteilungsstruktur, durch  Gustav Leithäuser. Mitte 1950, durch Währungsreform und Berlinblockade, entstand eine Zweiteilung des Instituts in einen Ostteil (Berlin-Adlershof) und einen Westteil (Berlin-Charlottenburg, Jebensstraße 1). Im Jahr 1968 konnte das Institut den Neubau am Berliner Einsteinufer 37 beziehen.

### Institut mit Landes- und Bundesbeteiligung
1975 erfolgte die Umbenennung des Instituts in Heinrich-Hertz-Institut für Nachrichtentechnik Berlin GmbH mit dem Land Berlin und dem Bund als Gesellschafter. Es erfolgte eine Neuausrichtung des Forschungsprofils am HHI durch Horst Ohnsorge. Im Anschluss daran wurden aktuelle Probleme der modernen Nachrichtentechnik systematische bearbeitet. Darunter die Vision eines universellen, breitbandigen Nachrichtennetzes auf Glasfaserbasis. In dieser Phase gab es fünf Fachabteilungen: Allgemeine Grundlagen; Systemstrukturen; Bild und Ton; Vermittlung und Übertragung; Planung. In den 1980er Jahren erfolgte eine Stärkung der optischen Nachrichtentechnik als Schlüsseltechnologie am HHI. Abermals vollzog man eine Umstrukturierung des Instituts mit der Bildung von zwei Bereichen: Nachrichtensysteme (NA) mit den Abteilungen Vermittlung und Übertragung; Signalaufbereitung und Endeinrichtungen, Wirtschafts- und Sozialwissenschaftliche Begleitforschung, Anthropotechnik und den Bereich Integrierte Optik.
In den 1990er Jahren lagen die Forschungsschwerpunkte in den Bereichen: Photonik-Netze; Elektronische Bildtechnik für Multimedia; Mobile Breitbandsysteme; Integrierte Optik.

### Übergang in die Fraunhofer-Gesellschaft
Im Jahr 2003 ging das Institut in die Fraunhofer-Gesellschaft über und erhielt den heutigen Namen Fraunhofer-Institut für Nachrichtentechnik, Heinrich-Hertz-Institut, HHI. Seit Jahrzehnten arbeitet das Institut eng mit der benachbarten TU Berlin zusammen.
Im Jahr 2006 gelang die Entwicklung eines Datenübertragungssystems mit einer bis dahin nicht erreichten Datenübertragungsrate von 2560 Gb/s, das heißt, die Übertragung einer Datenmenge, die dem Inhalt von über 60 DVDs entspricht, dauert eine Sekunde. Außerdem wurde in der Videokompression ein Durchbruch erzielt, der es ermöglicht, Spielfilme im hoch aufgelösten HDTV-Format mit 2 Millionen Pixeln je Bild auf DVDs zu speichern.
Am 10. November 2016 errichteten Wissenschaftler des Fraunhofer HHI eine bidirektionale 1,7 Tbit/s schnelle optische Übertragungsstrecke über die Luft. Die augensichere optische Freistrahlübertragung wurde über eine Distanz von 380 Metern gesendet. Das System ist augensicher, da die optische Sendeleistung der Antenne weniger als 10 mW beträgt. Die Signale bestanden in beiden Richtungen aus 40 Wellenlängenkanälen mit einer Datenrate von jeweils 43 Gbit/s.

### Liste der Direktoren
- Karl Willy Wagner, Gründungsdirektor (1927–1936)
- Willi Willing (kommissarisch Febr. 1936–März 1937)
- Heinrich Fassbender (1937–1945)
- Gustav Engelbert Leithäuser (1945–1953)
- Friedrich-Wilhelm Gundlach (1957–1972)
- Horst Ohnsorge (1975–1980)
- Wolfgang Grunow (1980–1982)
- Clemens Baack (1982–2002)
- Joachim Hesse (kommissarisch mit Hartmut Mrowka 2002–2004)
- Hans-Joachim Grallert (2004–2013) und Holger Boche (2004–2010)
- Martin Schell (seit 2014) und Thomas Wiegand (seit 2014)

## Auszeichnungen
Forschende und Mitarbeitende des Fraunhofer HHI wurden bisher mit zahlreichen Auszeichnungen geehrt, darunter vier Emmy Awards, zwei Förderpreise von ARD/ZDF, der AMA Innovationspreis und der AIS Distinguished Leadership Award.